# 黃大仙東
黃大仙東（英語：Wong Tai Sin East，代號H1）是香港黃大仙區議會下轄的選區，2023年設立，定為雙議席選區。

## 範圍
現時選區包括黃大仙、小部分新蒲崗、鑽石山及牛池灣，西至摩士公園，北達黃大仙道、蒲崗村道一帶，南達彩虹道、太子道東、清水灣道、新清水灣道，東至飛鵝山，與其接壤的選區有黃大仙西、九龍城區議會的九龍城北選區、觀塘區議會的觀塘北、觀塘西選區以及西貢區議會的西貢及坑口選區。
投票站設有十五個，分別位於黃大仙社區中心、黃大仙官立小學、龍翔官立中學、嗇色園西醫診所、鳳德社區中心、龍蟠苑香港小童群益會賽馬會慈雲山青少年綜合服務中心、悅庭軒保良局張麥珍耆樂中心、豐盛街香港海事青年團、富山邨嗇色園主辦可富耆英鄰舍中心、彩雲邨基督教勵行會、彩雲聖若瑟小學、彩雲社區中心、佛教孔仙洲紀念中學、中華基督教會基華小學、聖公會聖本德中學。

## 沿革
2023年香港選舉改革將區議會所有單議席選區取消，黃大仙區定為兩個雙議席選區，共選出四席民選議員。黃大仙東選區由原有單議席的龍上、龍下、龍星、龍趣、鳳凰、鳳德、彩虹、彩雲東、彩雲南、彩雲西、池彩、瓊富選區合併而成。
2023年區議會選舉，估算人口有188,218人，選民有121,593人，吸引到四人參選。

## 歷屆議員
| 選區名稱 | 屆別           | 議員   | 政治聯繫 | 政治聯繫 | 議員   | 政治聯繫 | 政治聯繫 |
| -------- | -------------- | ------ | -------- | -------- | ------ | -------- | -------- |
| 黃大仙東 | 2024年－2027年 | 譚美普 |          | 工聯會   | 越毅強 |          | 民建聯   |

## 歷屆選舉結果
| 政党   | 政党       | 候选人              | 票数   | %      | ± |
| ------ | ---------- | ------------------- | ------ | ------ | - |
|        | 創建力量   | ①. 莫嘉傑（肥仔傑） | 8,817  | 25.46% |   |
|        | 香港新方向 | ②. 蘇靖然           | 4,447  | 12.84% |   |
|        | 工聯會     | ③. 譚美普           | 12,337 | 35.62% |   |
|        | 民建聯     | ④. 越毅強           | 9,029  | 26.07% |   |
| 多数票 | 多数票     | 多数票              | 3,308  |        |   |

## 資料來源
1. ↑   (PDF).   [2023年8月23日]. （原始内容 (PDF)存档于2023年10月20日） （繁体中文）.
2. ↑   (PDF).   [2023年11月17日].
3. ↑   (PDF). 選舉管理委員會. 2023-07-11  [2023-08-23]. （原始内容存档 (PDF)于2023-10-14）.
4. ↑   (PDF).   [2023-11-18]. （原始内容存档 (PDF)于2023-11-17）.
5. ↑   (PDF).   [2023-08-23]. （原始内容存档 (PDF)于2023-10-20）.
6. ↑   (PDF).   [2023-11-17]. （原始内容存档 (PDF)于2024-01-09）.